# Brecht Willemse
Wijbrecht (Brecht) Willemse (Haarlem, 17 juni 1897 – Bergen, 28 september 1984) was een Nederlandse onderwijzeres, communistisch politica en verzetsstrijdster tijdens de Tweede Wereldoorlog.

## Jeugd, opleiding en werk
Willemse werd geboren in Haarlem als dochter van de zeeman Johannes Hermanus Willemse en Clasina Catharina de Leur die betrokken was bij de kolonie Walden. Ze maakte in 1916 kennis met het montessorionderwijs, werd lid van de Bond van Nederlandse Onderwijzers en werd aan de Normaalschool te Hilversum opgeleid tot onderwijzeres. In 1926 zou ze het diploma voor montessorionderwijs halen. In 1921 werd ze afgevaardigd naar het wereldcongres van de Communistische Jeugd Internationale in Moskou.

## Huwelijken en verzetswerk
Willemse trouwde op 11 mei 1922 te Amsterdam met beeldend kunstenaar Peter Alma. Ze werd redactielid van De Voorbode en raakte bevriend met Jan Romein en Annie Romein-Verschoor. Van 1925 tot 1940 was ze onderwijzeres aan een montessorischool in Amsterdam. Op 21 december 1938 volgde een echtscheiding. Na de Duitse inval trad ze op 14 augustus 1940 te Rotterdam in het huwelijk met Leendert van den Muijzenberg. Samen met haar kersverse echtgenoot zette ze de Rotterdamse CPN-afdeling op. Van den Muijzenberg-Willemse opereerde binnen het verzet als Mevrouw Van den Berg. Op 13 juli 1944 werd ze na verraad gearresteerd bij een inval in het kantoor van de Persoonsbewijzencentrale te Amsterdam, en vervolgens gedeporteerd naar concentratiekamp Ravensbrück. Na de oorlog keerde ze naar Amsterdam terug.

## Naoorlogse activiteiten
In 1946 werd ze voor de CPN in de Tweede Kamer gekozen. Ze was Kamerlid van 4 juni 1946 tot 27 juli 1948 en hield zich bezig met onderwijs, sociale zaken en volksgezondheid. In 1947 werd ze lid van het hoofdbestuur van het Humanistisch Verbond. Een commissie waarvan onder andere Garmt Stuiveling en Jaap van Praag deel uitmaakten, oordeelde in 1948 dat een lidmaatschap van de CPN onverenigbaar moest worden geacht met leidende functies binnen het Humanistisch Verbond, zodat Willemse in 1949 niet kon worden herbenoemd. Bij de Tweede Kamerverkiezingen van 1948 stond ze op de CPN-lijst op een onverkiesbare plaats. Op 14 april 1949 werd haar huwelijk met Van den Muijzenberg ontbonden; ze bleef zich echter, zoals destijds niet ongebruikelijk, Van den Muijzenberg-Willemse noemen. In 1952 werd ze leidster van studiecentrum De Werkschuit; ze zou dit tot 1962 blijven. Naar analogie van De Werkschuit richtte zij in 1951-52 samen met tekenaar en illustrator Piet Klaasse De Werktent op, in het kindervakantiekamp Zonneschijn in Loenen op de Veluwe. In 1956 werd Willemse naar aanleiding van de militaire inval van de Sovjet-Unie in Hongarije door de directie van het blad Montessori Opvoeding ontheven van haar functie als redactrice. In 1958 werd ze door de CPN geroyeerd.

## Overlijden en nalatenschap
Vanaf 4 juni 1965 woonde Willemse in Groet. Ze overleed op 87-jarige leeftijd in een bejaardenhuis te Bergen. Haar archief berust bij het Internationaal Instituut voor Sociale Geschiedenis (IISG).